# استراید میرگ
استراید میرگ (به انگلیسی: Ystrad Meurig) یک منطقهٔ مسکونی در بریتانیا است که در کردیگیون واقع شده‌است. استراید میرگ ۳۵۳ نفر جمعیت دارد.